# Zielkonflikt
Ein Zielkonflikt liegt bei Zielbeziehungen immer dann vor, wenn mindestens zwei Ziele verfolgt werden sollen und nicht gleichzeitig und im selben Umfang erfüllt werden können, weil sie miteinander unvereinbar sind. Gegensatz ist die Zielharmonie. 

## Allgemeines
Mit der Zielfindung und Zielen hat sich insbesondere die Wirtschaftswissenschaft beschäftigt, deren Erkenntnisse von anderen Bereichen und im Alltag übernommen wurden. Zielbeziehungen entstehen, sobald mindestens zwei Ziele von einem Wirtschaftssubjekt (Unternehmen, Privathaushalte, Staat, Ausland) gleichzeitig und im selben Ausmaß erfüllt werden sollen. Im Idealfall ergänzen sich die Ziele gegenseitig, man spricht von Komplementärzielen oder Zielharmonie. Dabei fördert die Realisierung eines Ziels die Erfüllung des anderen Ziels. Bei Zielneutralität hat die Erreichung eines Ziels keine Auswirkung auf die Erfüllung eines anderen Ziels. Stehen sie jedoch zueinander in Konkurrenz, handelt es sich um einen Zielkonflikt. Dann macht die Verfolgung eines Ziels die Verwirklichung eines anderen unmöglich oder führt zumindest zu einem geringeren Zielerfüllungsgrad.

## Arten
Man unterscheidet zwischen intrapersonellen und interpersonellen Zielkonflikten. Ein intrapersoneller Zielkonflikt ist vorhanden, wenn ein Wirtschaftssubjekt nicht gleichzeitig alle von ihm verfolgten Ziele erreichen kann. Betreffen diese Ziele jedoch zugleich mehrere oder alle Wirtschaftssubjekte, wird von einem interpersonellen Zielkonflikt gesprochen. 
Klassisches Beispiel für den intrapersonellen Zielkonflikt ist das Magische Dreieck der Vermögensanlage, bei dem ein Anleger bei seiner Anlageentscheidung die konkurrierenden Ziele Rendite, Liquidität und Sicherheit gleichzeitig erfüllen soll. Arbeitgeber machen die Erfahrung, dass je billiger eine Arbeitskraft ist, desto weniger qualifiziert sie im Regelfall sein wird; der Verbraucher kennt den Konflikt, dass ein billigereres Produkt nicht unbedingt preiswerter ist, da es auch umso schadenanfälliger sein kann. Das Ziel der Kostenminimierung wird zwar in beiden Fällen erfüllt, aber das Ziel der Qualität hingegen nicht. Auch die magischen Unternehmensziele Rentabilität, Liquidität und Risiko sind ein Beispiel für einen intrapersonellen Zielkonflikt, weil sich ein Unternehmen für sich allein diese konkurrierenden Ziele gesetzt hat. Zielharmonie besteht zwischen den Zielen der Kostensenkung und Gewinnmaximierung, doch ist die Kostensenkung als Subziel aus dem Hauptziel der Gewinnmaximierung abgeleitet und nicht als eigenständiges Hauptziel gesetzt worden.
Beispiele für interpersonelle Zielkonflikte sind das Magische Viereck in der Volkswirtschaftslehre oder das Magische Dreieck der Nachhaltigkeit. Bei beiden unterliegen alle Wirtschaftssubjekte denselben konkurrierenden Zielen stabiles Preisniveau/stetiges und angemessenes Wirtschaftswachstum/hoher Beschäftigungsstand/außenwirtschaftliches Gleichgewicht (Volkswirtschaftslehre) oder ökologische Nachhaltigkeit/Soziale Nachhaltigkeit/ökonomische Nachhaltigkeit (Nachhaltigkeit). Diese konkurrierenden Ziele sind mit dem Attribut „magisch“ verbunden, weil ihre simultane Erfüllung im selben Ausmaß unmöglich ist. Allgemeine Beispiele aus der Technik für Zielkonflikte sind die maximale Energie gegenüber minimalem Verbrauch oder die maximale Stabilität bei minimalem Gewicht.
Die Konflikttheorie unterscheidet zwischen drei Arten intrapersoneller Zielkonflikte:
- Beim Äquivalenzkonflikt sieht sich ein Wirtschaftssubjekt zwei Zielen mit positiven Valenzen gegenüber, muss sich aber wegen Inkompatibilität für eines entscheiden: Einer Frau steht eine bestimmte Geldsumme zur Verfügung, von der sie sich ein bestimmtes Kleid kaufen möchte; sie findet aber auch einen Hosenanzug ebenso gut und muss sich für ein Kleidungsstück entscheiden.
- Beim Ambivalenzkonflikt hat ein Ziel sowohl positive als auch negative Valenzen von ungefähr gleicher Stärke. Beispiele sind das Magische Dreieck der Vermögensanlage und die Unternehmensziele.
- Beim Vitationskonflikt sieht sich das Wirtschaftssubjekt zwei Zielen mit negativen Valenzen gegenüber. Ein Haushalt muss sich für weitere kostspielige Kfz-Reparaturen entscheiden oder mit Krediten ein neues Auto kaufen.

## Lösung
Zielkonflikte können durch eine Zielhierarchie gelöst werden, die die konkurrierenden Ziele in eine gegenseitige Rangordnung bringt. Mit Hilfe der Zielhierarchisierung können konfliktäre Ziele – ausgerichtet an der Strategie – aufgelöst werden. Dadurch müssen konkurrierende Ziele nicht mehr gleichrangig erfüllt werden, sondern zunächst ist das als Hauptziel eingestufte Ziel zu erfüllen. In der Betriebswirtschaftslehre gelten die übrigen Ziele als Nebenbedingungen, die nicht mit Priorität zu erfüllen, aber zu beachten sind. Für die Nebenbedingung (Nebenziel) ist ein bestimmtes Anspruchsniveau zu ihrer Begrenzung festzulegen. So kann etwa beim Unternehmensziel „Gewinnmaximierung“ die Nebenbedingung „bei Einhaltung der jederzeitigen Liquidität“ lauten. Die Nebenbedingung (das Nebenziel) ist nicht mit dem Minimalziel zu verwechseln, weil bei letzterem lediglich ein Satisfikationsniveau vorgegeben wird.